# 385

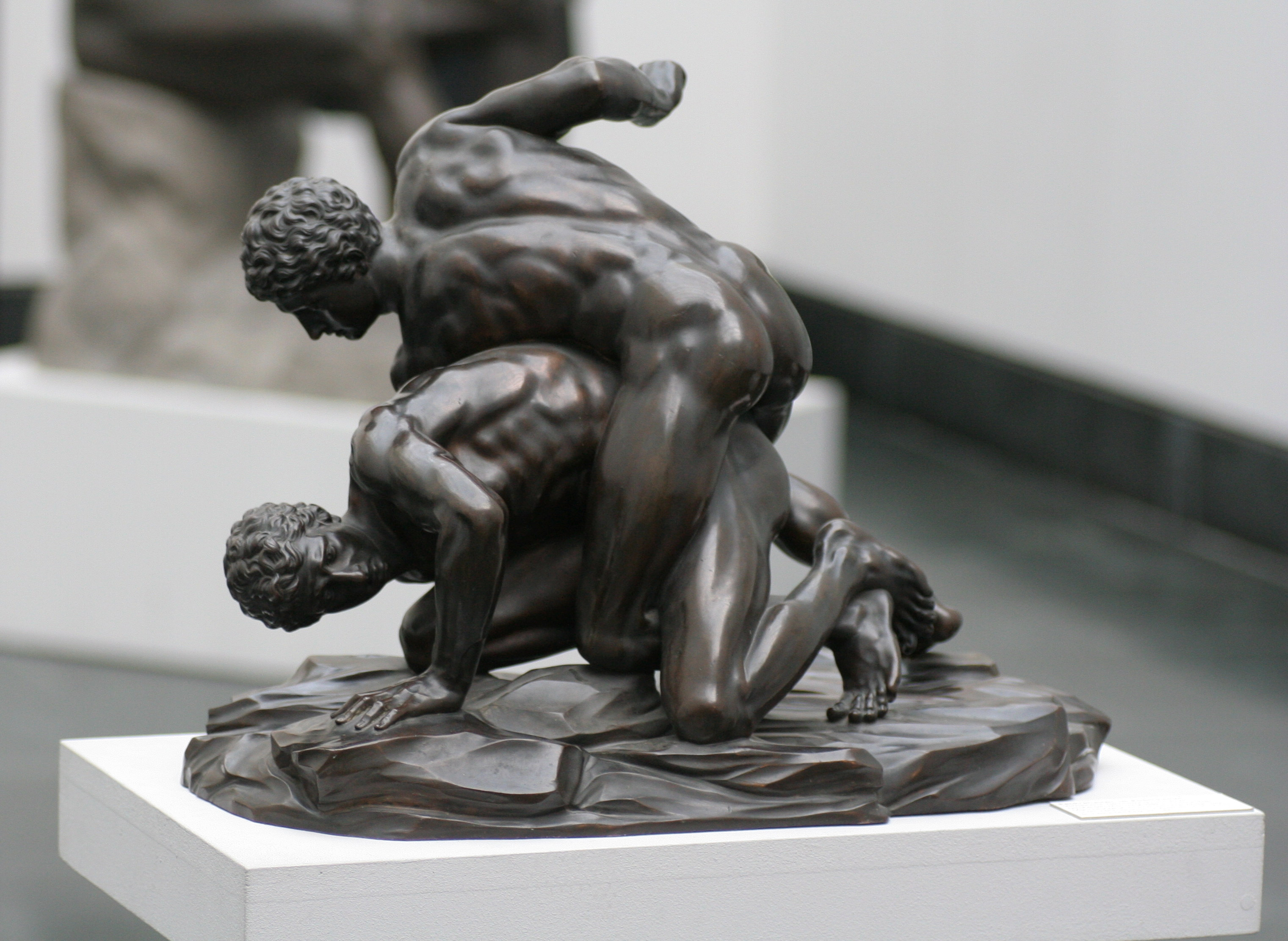
Pankration (Griekse vechtsport)

Het jaar 385 is het 85e jaar in de 4e eeuw volgens de christelijke jaartelling.

## Gebeurtenissen

### Italië
- Ammianus Marcellinus, Romeins historicus, begint in navolging van Tacitus de geschiedenis van het Romeinse Rijk (Res Gestae Libri XXXI) te schrijven. De eenendertig boekrollen beslaan de periode van 96 tot 378 (Slag bij Adrianopel).

### Europa
- Magnus Maximus laat in Augusta Treverorum (huidige Trier) de Spaanse bisschop Priscillianus van Ávila terechtstellen: het is de eerste keer dat de doodstraf wordt toegepast tegen ketterij.
- De Atheense atleet Zopyros wint het pankration op de Olympische Spelen. Hij is de laatst bekende winnaar van de klassieke Olympische Spelen, die in 393 worden beëindigd.

### Afrika
- In de streek van Kansanshi (huidige Zambia) wordt kopererts gevonden en koper bewerkt.

## Geboren
- Patricius, missionaris en heilige (waarschijnlijke datum)
- Paulus Orosius, Romeins historicus (waarschijnlijke datum)
- Schenudi van Atripe, anti-heidens activist (waarschijnlijke datum)

## Overleden
- Priscillianus van Ávila, Spaans bisschop en theoloog